# Discografia de Luiz Gonzaga
Luiz Gonzaga foi um cantor e compositor de Baião, forró, quadrilha, xaxado, arrasta-pé da Música brasileira. O Rei do Baião gravou 627 músicas em 266 discos: 53 músicas de sua autoria, 243 de sua autoria com parceiros e 331 de outros compositores.

## Discos
| Álbuns de Luiz Gonzaga | Álbuns de Luiz Gonzaga                             | Álbuns de Luiz Gonzaga       | Álbuns de Luiz Gonzaga | Álbuns de Luiz Gonzaga  |
| Ano                    | Álbum                                              | Gravadora                    | Formato                | Certificações e Prêmios |
| ---------------------- | -------------------------------------------------- | ---------------------------- | ---------------------- | ----------------------- |
| 2003                   | Despedida                                          | Revivendo                    | CD                     |                         |
| 2001                   | Volta pra Curtir                                   | RCA/BMG                      | CD                     |                         |
| 2001                   | Duetos com Mestre Lua-Gonzagão e convidados        | BMG                          | CD                     |                         |
| 2001                   | Luiz Gonzaga e Carmélia Alves ao vivo              | BMG                          | CD                     |                         |
| 1995                   | Meu pé de serra                                    | Revivendo                    | CD                     |                         |
| 1994                   | Sanfona dourada                                    | Revivendo                    | CD                     |                         |
| 1993                   | Êta cabra danado de bom                            | Revivendo                    | CD                     |                         |
| 1991                   | Juntos (Gonzagão & Gonzaguinha)                    | RCA                          | CD                     |                         |
| 1989                   | Vou Te Matar de Cheiro                             | Copacabana                   | LP                     |                         |
| 1989                   | Luiz Gonzaga e sua Sanfona, vol. 2                 | Copacabana                   | LP                     |                         |
| 1989                   | Forrobodó Cigano [instrumental]                    | Copacabana                   | LP                     |                         |
| 1989                   | Aquarela Nordestina                                | Copacabana                   | LP                     |                         |
| 1988                   | Gonzagão & Fagner 2 - ABC do Sertão                | RCA (BMG)                    | LP                     |                         |
| 1988                   | Aí Tem Gonzagão                                    | RCA-Ariola                   | LP                     |                         |
| 1988                   | 50 anos de chão                                    | RCA                          | LP                     |                         |
| 1987                   | De Fiá Pavi                                        | RCA Victor                   | LP                     |                         |
| 1986                   | Forró de Cabo a Rabo                               | RCA Camden                   | LP                     | : 2× Ouro e Platina     |
| 1985                   | Sanfoneiro Macho                                   | RCA-Camden                   | LP                     |                         |
| 1985                   | 45 anos de sucesso                                 | RCA                          | LP                     |                         |
| 1984                   | Luiz Gonzaga e Fagner                              | RCA                          | LP                     |                         |
| 1984                   | Danado de Bom                                      | RCA/Camden                   | LP                     | : Ouro                  |
| 1984                   | Luiz Gonzaga/Camargo Guanieri                      | RCA                          | LP                     |                         |
| 1983                   | 70 Anos de Sanfona e Simpatia                      | RCA                          | LP                     |                         |
| 1982                   | Eterno Cantador                                    | RCA                          | LP                     |                         |
| 1982                   | Os grandes momentos de Luiz Gonzaga                | Som Livre                    | LP                     |                         |
| 1982                   | Os grandes sucessos de Luiz Gonzaga                | RCA                          | LP                     |                         |
| 1982                   | O Rei Volta para Casa                              | RCA                          | LP                     |                         |
| 1981                   | A Festa                                            | RCA                          | LP                     |                         |
| 1981                   | Gonzagão e Gonzaguinha ao vivo, a Vida do Viajante | EMI-Odeon/RCA                | LP                     |                         |
| 1981                   | Luiz Gonzaga. Vol. 3                               | RCA                          | LP                     |                         |
| 1980                   | O Homem da Terra                                   | RCA Victor                   | LP                     |                         |
| 1979                   | Disco de Ouro Vol. 2                               | RCA                          | LP                     |                         |
| 1979                   | Eu e Meu Pai                                       | RCA                          | LP                     |                         |
| 1979                   | Quadrilhas e marchinhas Vol. 2                     | RCA                          | LP                     |                         |
| 1979                   | Luiz Gonzaga. Vol. 2                               | RCA                          | LP                     |                         |
| 1978                   | Dengo Maior                                        | RCA Camden                   | LP                     |                         |
| 1978                   | A grande música de Luiz Gonzaga                    | Copacabana                   | LP                     |                         |
| 1977                   | Luiz Gonzaga & Carmélia Alves                      | RCA                          | LP                     |                         |
| 1977                   | Luiz Gonzaga e Humberto Teixeira                   | Abril Cultural               | 33/10 pol.             |                         |
| 1977                   | Chá Cutuba                                         | RCA Camden                   | LP                     |                         |
| 1976                   | Capim Novo                                         | RCA Camden                   | LP                     |                         |
| 1975                   | Asa branca                                         | RCA Camden                   | LP                     | : Ouro                  |
| 1974                   | O Fole Roncou                                      | EMI - Odeon                  | LP                     |                         |
| 1974                   | Daquele Jeito                                      | EMI                          | LP                     |                         |
| 1973                   | Sangue de Nordestino                               | RCA                          | LP                     |                         |
| 1973                   | Luiz Gonzaga                                       | Odeon                        | LP                     |                         |
| 1973                   | A Nova Jerusalém                                   | EMI Odeon / Jangada          | LP                     |                         |
| 1972                   | Aquilo Bom!                                        | RCA Camden                   | LP                     |                         |
| 1971                   | São João Quente                                    | RCA Victor                   | LP                     |                         |
| 1971                   | O Canto Jovem de Luiz Gonzaga                      | RCA Victor                   | LP                     |                         |
| 1970                   | Sertão 70                                          | RCA Victor                   | LP                     |                         |
| 1970                   | Luiz Gonzaga canta seus sucessos com Zé Dantas     | RCA Camden                   | LP                     |                         |
| 1970                   | Luiz Gonzaga e Humberto Teixeira                   | RCA / Editora Abril Cultural | 33/10 pol.             |                         |
| 1970                   | O Nordeste na voz de Luiz Gonzaga                  | RCA                          | LP                     |                         |
| 1968                   | São João do Araripe                                | RCA Victor                   | LP                     |                         |
| 1968                   | Canaã                                              | RCA Victor                   | LP                     |                         |
| 1968                   | Os grandes sucessos de Luiz Gonzaga                | RCA Camden                   | LP                     |                         |
| 1968                   | Meus sucessos com Humberto Teixeira                | RCA Camden                   | LP                     |                         |
| 1967                   | Óia Eu Aqui de Novo                                | RCA Victor                   | LP                     |                         |
| 1967                   | O Sanfoneiro do Povo de Deus                       | RCA Victor                   | LP                     |                         |
| 1966                   | Luiz Gonzaga, sua sanfona e sua simpatia           | RCA                          | LP                     |                         |
| 1965                   | Quadrilhas e marchinhas juninas                    | RCA Camden                   | LP                     |                         |
| 1964                   | Sanfona do Povo                                    | RCA Victor                   | LP                     |                         |
| 1964                   | A Triste Partida                                   | RCA                          | LP                     |                         |
| 1963                   | Pisa no Pilão (Festa do Milho)                     | RCA Victor                   | LP                     |                         |
| 1962                   | Ô Véio Macho                                       | RCA Victor                   | LP                     |                         |
| 1962                   | São João na Roça                                   | RCA Victor                   | LP                     |                         |
| 1962                   | O Nordeste na voz de Luiz Gonzaga                  | RCA                          | LP                     |                         |
| 1961                   | Luiz "Lua" Gonzaga                                 | RCA Victor                   | LP                     |                         |
| 1959                   | Luiz Gonzaga canta seus sucessos com Zé Dantas     | RCA Victor                   | LP                     |                         |
| 1958                   | Xamego                                             | RCA Victor                   | LP                     |                         |
| 1958                   | São João na Roça                                   | RCA Victor                   | LP                     |                         |
| 1957                   | O Reino do Baião                                   | RCA Victor                   | LP                     |                         |
| 1956                   | Aboios e Vaquejadas                                | RCA Victor                   | LP                     |                         |
| 1955                   | A História do Nordeste na Voz de Luiz Gonzaga      | RCA Victor                   | LP                     |                         |

| Compactos e Singles de Luiz Gonzaga | Compactos e Singles de Luiz Gonzaga        | Compactos e Singles de Luiz Gonzaga | Compactos e Singles de Luiz Gonzaga | Compactos e Singles de Luiz Gonzaga |
| Ano                                 | Álbum                                      | Gravadora                           | Formato                             | Certificações e Prêmios             |
| ----------------------------------- | ------------------------------------------ | ----------------------------------- | ----------------------------------- | ----------------------------------- |
| 1980                                | Luiz Gonzaga                               | RCA                                 | Compacto simples                    |                                     |
| 1963                                | Pedido a São João/A morte do vaqueiro      | Victor                              | 78                                  |                                     |
| 1963                                | Liforme instravagante/Desse jeito sim      | Victor                              | 78                                  |                                     |
| 1962                                | O véio macho/Pássaro Caraó                 | Victor                              | 78                                  |                                     |
| 1962                                | Sanfoneiro Zé Tatu/Baldrana macia          | Victor                              | 78                                  |                                     |
| 1962                                | Matuto aperriado/De Teresina a São Luiz    | Victor                              | 78                                  |                                     |
| 1960                                | Amor da minha vida/Meu padrim              | Victor                              | 78                                  |                                     |
| 1960                                | São João do arraial/Testamento de caboclo  | Victor                              | 78                                  |                                     |
| 1960                                | Vida de vaqueiro/Maceió                    | Victor                              | 78                                  |                                     |
| 1959                                | O sertanejo do Norte/Xote do véio          | Victor                              | 78                                  |                                     |
| 1959                                | Fogueira de São João/Casamento atrapaiado  | Victor                              | 78                                  |                                     |
| 1959                                | Marcha da Petrobrás/Calango da lacraia     | Victor                              | 78                                  |                                     |
| 1958                                | Forró no escuro/Moça de feira              | Victor                              | 78                                  |                                     |
| 1958                                | Que modelo são os seus/Festa no céu        | Victor                              | 78                                  |                                     |
| 1958                                | A moda da mula preta/Xote das moças        | Victor                              | 78                                  |                                     |
| 1958                                | Chorei chorão/Balance eu                   | Victor                              | 78                                  |                                     |
| 1958                                | Sertão sofredor/Gibão de couro             | Victor                              | 78                                  |                                     |
| 1957                                | A feira de Caruaru/Capital do agreste      | Victor                              | 78                                  |                                     |
| 1957                                | O passo da rancheira/São João antigo       | Victor                              | 78                                  |                                     |
| 1957                                | Quarqué dia/Malha de bois                  | Victor                              | 78                                  |                                     |
| 1957                                | Linda brejeira/Meu Pajeú                   | Victor                              | 78                                  |                                     |
| 1957                                | O delegado no coco/Comício no mato         | Victor                              | 78                                  |                                     |
| 1956                                | Buraco do tatú/Açucena cheirosa            | Victor                              | 78                                  |                                     |
| 1956                                | Mané Zabé/Lenda de São João                | Victor                              | 78                                  |                                     |
| 1956                                | O cheiro de Carolina/Aboio apaixonado      | Victor                              | 78                                  |                                     |
| 1956                                | Derramaro o gai/Vassouras                  | Victor                              | 78                                  |                                     |
| 1956                                | Tacacá/Chorão                              | Victor                              | 78                                  |                                     |
| 1956                                | Braia dengosa/Tesouro e meio               | Victor                              | 78                                  |                                     |
| 1956                                | Siri jogando bola/Saudade da boa terra     | Victor                              | 78                                  |                                     |
| 1955                                | Baião grãfino/Só vale quem tem             | Victor                              | 78                                  |                                     |
| 1955                                | Paulo Afonso/Padroeira do Brasil           | Victor                              | 78                                  |                                     |
| 1955                                | Café/Cabra da peste                        | Victor                              | 78                                  |                                     |
| 1955                                | Baião dos namorados/Ai amor                | Victor                              | 78                                  |                                     |
| 1955                                | Forró do Zé Tatu/Riacho do navio           | Victor                              | 78                                  |                                     |
| 1954                                | Olha a pisada/Vô pra casa já               | Victor                              | 78                                  |                                     |
| 1954                                | Noites brasileiras/Lascando o cano         | Victor                              | 78                                  |                                     |
| 1954                                | Cana, só de Pernambuco/relógio Baião       | Victor                              | 78                                  |                                     |
| 1954                                | A canção do carteiro/Velho pescador        | Victor                              | 78                                  |                                     |
| 1954                                | Cartão de Natal/Maria fulô                 | Victor                              | 78                                  |                                     |
| 1953                                | Moreninha tentação/Saudade de Pernambuco   | Victor                              | 78                                  |                                     |
| 1953                                | O xote das meninas/Treze de dezembro       | Victor                              | 78                                  |                                     |
| 1953                                | São João chegou/O casamento de Rosa        | Victor                              | 78                                  |                                     |
| 1953                                | A letra I/Algodão                          | Victor                              | 78                                  |                                     |
| 1953                                | ABC do sertão/Vozes da seca                | Victor                              | 78                                  |                                     |
| 1953                                | Para xaxar/A vida do viajante              | Victor                              | 78                                  |                                     |
| 1953                                | Feira de gado/Velho novo Exu               | Victor                              | 78                                  |                                     |
| 1952                                | Cigarro de paia/Baião da garoa             | Victor                              | 78                                  |                                     |
| 1952                                | São João do carneirinho/Imbalança          | Victor                              | 78                                  |                                     |
| 1952                                | Paraíba/Asa branca                         | Victor                              | 78                                  |                                     |
| 1952                                | São João na roça/Juca                      | Victor                              | 78                                  |                                     |
| 1952                                | Catamilho na festa/Pau-de-arara            | Victor                              | 78                                  |                                     |
| 1952                                | Respeita Januário/Légua tirana             | Victor                              | 78                                  |                                     |
| 1952                                | Acauã/Adeus Pernambuco                     | Victor                              | 78                                  |                                     |
| 1952                                | Baião da garoa/Piauí                       | Victor                              | 78                                  |                                     |
| 1952                                | Marabaixo/Jardim da saudade                | Victor                              | 78                                  |                                     |
| 1952                                | Vamos xaxear/Xaxado                        | Victor                              | 78                                  |                                     |
| 1952                                | Baião de Vassouras/Beata mocinha           | Victor                              | 78                                  |                                     |
| 1951                                | Maria, coco-baião/Amanhã eu vou            | Victor                              | 78                                  |                                     |
| 1951                                | Propriá/Olha pro céu                       | Victor                              | 78                                  |                                     |
| 1951                                | Tô sobrando/Morena, moreninha              | Victor                              | 78                                  |                                     |
| 1951                                | Madama/Conversa de barbeiro                | Victor                              | 78                                  |                                     |
| 1951                                | Sabiá/Baião da penha                       | Victor                              | 78                                  |                                     |
| 1950                                | Vira e mexe/Qui nem jiló                   | Victor                              | 78                                  |                                     |
| 1950                                | A dança da moda/Respeita Januário          | Victor                              | 78                                  |                                     |
| 1950                                | Assum preto/Cintura fina Baião de Dois     | Victor                              | 78                                  |                                     |
| 1950                                | Chofer de praça/No Ceará não tem disso não | Victor                              | 78                                  |                                     |
| 1950                                | Xanduzinha/A volta da asa Branca           | Victor                              | 78                                  |                                     |
| 1950                                | Macapá/Boiadeiro                           | Victor                              | 78                                  |                                     |
| 1950                                | Adeus Rio de Janeiro/Rei Bantu             | Victor                              | 78                                  |                                     |
| 1950                                | O torrado/Estrada de Canindé               | Victor                              | 78                                  |                                     |
| 1949                                | Lorota boa/Mangaratiba                     | Victor                              | 78                                  |                                     |
| 1949                                | Juazeiro/Baião                             | Victor                              | 78                                  |                                     |
| 1949                                | Siridó/Légua tirana                        | Victor                              | 78                                  |                                     |
| 1949                                | Vou mudar de couro/Gato angorá             | Victor                              | 78                                  |                                     |
| 1949                                | Vem morena/Quase maluco                    | Victor                              | 78                                  |                                     |
| 1949                                | Dezessete légua e meia/Forró de Mané Vito  | Victor                              | 78                                  |                                     |
| 1948                                | A moda da mula preta/Firim firim firim     | Victor                              | 78                                  |                                     |
| 1947                                | Vou pra roça/Asa branca                    | Victor                              | 78                                  |                                     |
| 1947                                | Balanço do calango/Coração de mulher       | Victor                              | 78                                  |                                     |
| 1947                                | Todo homem quer/Tenho onde morar           | Victor                              | 78                                  |                                     |
| 1947                                | Quer ir mais eu?/Pau de sebo               | Victor                              | 78                                  |                                     |
| 1946                                | Marieta/De Juazeiro a Pirapora             | Victor                              | 78                                  |                                     |
| 1946                                | É pra rir ou não é/Devolve/Não quero saber | Victor                              | 78                                  |                                     |
| 1946                                | Ó de casa/Xamego das cabrochas             | Victor                              | 78                                  |                                     |
| 1946                                | Não bate nele/Calango da lacraia           | Victor                              | 78                                  |                                     |
| 1946                                | Pão duro/Sabido                            | Victor                              | 78                                  |                                     |
| 1946                                | Saudades de Matão/Brejeiro                 | Victor                              | 78                                  |                                     |
| 1946                                | Toca uma polquinha/Feijão cum côve         | Victor                              | 78                                  |                                     |
| 1946                                | Eu vou cortando/Caí no frevo               | Victor                              | 78                                  |                                     |
| 1946                                | No meu pé de serra/Pagode russo            | Victor                              | 78                                  |                                     |
| 1945                                | Provocando as cordas/Última inspiração     | Victor                              | 78                                  |                                     |
| 1945                                | Dança, Mariquinha/Impertinente             | Victor                              | 78                                  |                                     |
| 1945                                | Na hora H/Mara                             | Victor                              | 78                                  |                                     |
| 1945                                | Penerô/Sanfona dourada                     | Victor                              | 78                                  |                                     |
| 1945                                | Bolo mimoso/Dança do macaco                | Victor                              | 78                                  |                                     |
| 1945                                | Perpétua/Isto é o que nós queremos         | Victor                              | 78                                  |                                     |
| 1945                                | Queixumes/Zinha                            | Victor                              | 78                                  |                                     |
| 1945                                | Caxangá/Cortando o pano                    | Victor                              | 78                                  |                                     |
| 1945                                | Festa napolitana/Ovo azul                  | Victor                              | 78                                  |                                     |
| 1944                                | Subindo ao céu/Fuga da África              | Victor                              | 78                                  |                                     |
| 1944                                | Recordações de alguém/Pingo namorando      | Victor                              | 78                                  |                                     |
| 1944                                | Escorregando/Madrilena                     | Victor                              | 78                                  |                                     |
| 1944                                | Luar do Nordeste/Bilu Bilu                 | Victor                              | 78                                  |                                     |
| 1944                                | Xodó/Caprichos do destino                  | Victor                              | 78                                  |                                     |
| 1944                                | Fazendo intriga/Vanda                      | Victor                              | 78                                  |                                     |
| 1944                                | Catimbó/Despedida                          | Victor                              | 78                                  |                                     |
| 1944                                | Passeando em Paris/Aperriado               | Victor                              | 78                                  |                                     |
| 1943                                | Apanhei-te cavaquinho/Yvonme               | Victor                              | 78                                  |                                     |
| 1943                                | Manolita/O xamego da Guiomar               | Victor                              | 78                                  |                                     |
| 1943                                | Araponga/Meu passado                       | Victor                              | 78                                  |                                     |
| 1943                                | Destino/Galo Garnizé                       | Victor                              | 78                                  |                                     |
| 1942                                | Saudades de Ouro Preto/Pé de serra         | Victor                              | 78                                  |                                     |
| 1942                                | Saudade/Apitando na curva                  | Victor                              | 78                                  |                                     |
| 1942                                | Sanfonando/Verônica                        | Victor                              | 78                                  |                                     |
| 1942                                | Calangotango/Minha Guanabara               | Victor                              | 78                                  |                                     |
| 1942                                | Saudades de Areal/Pisa de mansinho         | Victor                              | 78                                  |                                     |
| 1942                                | Seu Januário/Sant'Anna                     | Victor                              | 78                                  |                                     |
| 1942                                | Aquele chorinho/Lygia                      | Victor                              | 78                                  |                                     |
| 1941                                | Véspera de São João/Numa serenata          | Victor                              | 78                                  |                                     |
| 1941                                | Saudades de São João Del Rey/Vira e mexe   | Victor                              | 78                                  |                                     |
| 1941                                | Nós queremos uma valsa/Arrancando caroá    | Victor                              | 78                                  |                                     |
| 1941                                | Farolito/Segura a polca                    | Victor                              | 78                                  |                                     |